# Deformatie (materiaalkunde)

Boven: elastische deformatie, omkeerbare vervorming. Midden: plastische deformatie, permanente vervorming. Onder: insnoering.

Deformatie en vervorming verwijzen naar de verandering in grootte of vorm van een materiaal of object in de materiaalkunde en andere takken van engineering. De bepaling van de effecten van mechanische spanning en rek op een vast materiaal of object wordt beschreven door de sterkteleer en voor een constructie door sterkteberekeningen. 
Verplaatsing is de absolute verandering in positie van een punt in het materiaal of object. Doorbuiging is de relatieve verandering in externe verplaatsingen in het materiaal of object. Rek is de relatieve interne vormverandering in een materiaal en kan worden uitgedrukt als een non-dimensionale verandering in lengte of vervormingshoek. Deze rek is gerelateerd aan de krachten die op het materiaal of object werken en bekend staan als spanning, door een spanning-rekdiagram.
De relatie tussen spanning en rek is over het algemeen lineair en omkeerbaar tot de vloeigrens wordt bereikt. De vervorming heet dan elastisch en de materiaaleigenschap, die bij de weerstand tot deze vervorming hoort wordt elasticiteit genoemd. De lineaire relatie staat bekend als de elasticiteitsmodulus en wordt beschreven in de wet van Hooke.  
Boven de vloeigrens blijft na het wegnemen van de spanning een zekere mate van permanente vervorming achter, dit wordt plastische vervorming genoemd. Een vervorming kan dus elastisch en plastisch tegelijk zijn, maar na het wegnemen zal alleen de plastische vervorming aanhouden.  

## Soorten vervorming
- 1: Treksterkte σUTS
- 2: Vloeigrens σY
- 3: Breuk
- 4: Verstevigings-gebied
- 5: Insnoerings-gebied
- A: Nominale spanning (F/A0)
- B: Ware spanning (F/A)
- rood: Nominale curve
- blauw: Ware curve

Afhankelijk van het type materiaal, de grootte en geometrie van het object en de uitgeoefende krachten, kunnen er verschillende soorten vervorming optreden. De afbeelding rechts toont het diagram van spanning versus rek voor een typisch ductiel materiaal zoals staal. Verschillende vervormings-mechanismen kunnen optreden afhankelijk van de omstandigheden.

Spanning-rekdiagram (spanning σ vs. rek ε) welke de twee zones in deformatie tot breuk in materialen weergeeft: elastische deformatie (blauw) en plastische deformatie (groen).

Permanente vervorming is blijvend en onomkeerbaar; de vervorming blijft zelfs na het wegnemen van de uitgeoefende krachten, terwijl de tijdelijke vervorming herstelbaar is omdat het "terugveert" na het wegnemen van de uitgeoefende krachten. Tijdelijke vervorming wordt ook wel elastische vervorming genoemd, terwijl de permanente vervorming plastische vervorming wordt genoemd.

### Elastische deformatie
Elastische deformatie of elastische vervorming is de verandering van vorm die omkeerbaar (reversibel) is. Alle vervormingen zijn het gevolg van krachten. Een elastische vervorming zal wanneer die krachten wegvallen weer ongedaan gemaakt worden. Elastische vervormingen zijn relatief lineair en gehoorzamen aan de wet van Hooke.
De studie van tijdelijke of elastische vervorming in het geval van technische spanning wordt toegepast op materialen, die worden gebruikt in de mechanische en constructie-techniek, zoals beton en staal, die worden onderworpen aan zeer kleine vervormingen. 
Voor sommige materialen, bijvoorbeeld elastomeren en polymeren, die onderhevig zijn aan grote vervormingen, is de technische definitie van de rekgrens bij 0,2% niet van toepassing. Bij deze materialen zijn de typische nominale rekgrenzen meer dan 1%. Daarom zijn andere, meer complexe definities van rek vereist. Elastomeren, rubbers en geheugenmetalen zoals Nitinol vertonen grote elastische vervormingsbereiken. De elasticiteit is echter niet-lineair in deze materialen. Normale metalen, keramiek en de meeste kristallijne materialen vertonen lineaire elasticiteit en een klein elastisch bereik (rekgrens).
Lineaire elastische vervorming wordt beschreven door de wet van Hooke, die stelt:
{\displaystyle \sigma =E\varepsilon }
Waarbij:
- {\displaystyle \sigma } is de toegepaste spanning,
- {\displaystyle E} is een materiaalconstante genaamd de elasticiteitsmodulus en
- ε is de resulterende rek.

Deze relatie is alleen van toepassing in het elastische gebied tot de vloeigrens en maakt mogelijk dat de helling van de spanning-rekcurve kan worden gebruikt om de elasticiteitsmodulus ( {\displaystyle E} ) berekenen. Materiaalkundigen gebruiken deze berekening vaak bij trekproeven.
Merk op dat niet alle elastische materialen per definitie lineaire elastische vervorming ondergaan. Sommige, zoals beton, grijs gietijzer en veel polymeren, reageren op een niet-lineaire manier. Voor deze materialen is de wet van Hooke niet van toepassing.

### Plastische deformatie

Compressiespanning resulteert in vervorming die het object verkort, maar ook naar buiten toe uitzet.

Dit type vervorming wordt niet ongedaan gemaakt door simpelweg de uitgeoefende kracht weg te nemen. Een object in het plastische vervormingsgebied zal echter eerst elastische vervorming hebben ondergaan, die ongedaan wordt gemaakt door simpelweg de uitgeoefende kracht te ontnemen, zodat het object gedeeltelijk terugkeert naar zijn oorspronkelijke vorm. 
Zachte thermoplasten hebben een vrij groot plastische vervormingsbereik, net als ductiele metalen zoals koper, zilver, goud en staal ook, maar gietijzer niet. Harde thermoharders, rubbers, kristallen en keramiek hebben minimale plastische vervormingsbereiken. Een voorbeeld van een materiaal met een groot plastisch vervormingsbereik is natte kauwgom, die tot tientallen keren zijn oorspronkelijke lengte kan worden uitgerekt.
Onder trekspanning wordt plastische vervorming gekenmerkt door een verstevigingsgebied, een insnoeringsgebied en ten slotte breuk. Tijdens versteviging wordt het materiaal sterker door de weerstand tegen beweging ontstaan door dislocaties en andere roosterdefecten. Het insnoeringsgebied wordt aangegeven door een vermindering van het dwarsdoorsnedeoppervlak van het materiaal. Insnoering begint nadat de treksterkte is bereikt. Tijdens het insnoeren is het materiaal niet langer bestand tegen de maximale spanning en neemt de spanning snel toe. Plastische vervorming eindigt met de breuk van het materiaal.

#### Compressiebezwijking
Gewoonlijk leidt drukspanning of compressie op objecten tot krimpen in minimaal een richting. Het verhogen van de spanning op een constructie of object zal de drukspanning verder verhogen totdat deze zijn druksterkte bereikt. Het bezwijkmechanisme en type breuk hangt af van het type materiaal; ductiele en taaie materialen zullen plastisch vervormen, buigen en knikken (de meeste metalen, sommige bodems en kunststoffen) terwijl de brosse materialen zullen scheuren (gesteentes, keramiek, gietijzer, glas, enz.).
In lange, dunne constructie elementen, zoals zuilen of liggers, leidt een toename van de drukkracht tot instorting als gevolg van knikken bij een lagere spanning dan de druksterkte.

Spanning-rekdiagram van in het blauw een ductiel materiaal en in het rood een bros materiaal. De oppervlakte onder de curve geeft de energie dat het materiaal kan opnemen en dus de taaiheid aan. De hoeveelheid plastische rek die een materiaal kan ondergaan zonder te breken geeft de brosheid of ductiliteit aan.

### Breuk
Dit type vervorming is ook onomkeerbaar en permanent. Een breuk treedt op nadat het materiaal is aangekomen bij het einde van het elastische, en vervolgens plastische, vervormingsbereik. Op dit punt stapelen de krachten zich op totdat ze voldoende zijn om een breuk te veroorzaken. Alle materialen zullen uiteindelijk breken, als er voldoende krachten worden uitgeoefend. De breuk kan een brosse breuk of ductiele breuk zijn afhankelijk van de hoeveelheid plastische vervorming. 

## Mechanismen op microschaal

### Kruip en afschuiving
Deformatie vindt op microschaal plaats door de verplaatsing van massa, in de vorm van deeltjes als atomen of ionen en in de vorm van kristalvlakken. Een polykristallijne materie bestaat uit allemaal kleine kristallieten, deze worden "korrels" genoemd. Dit zijn driedimensionale gebieden, welke bestaan uit een regelmatig kristalrooster met dezelfde kristaloriëntatie. In een kristalrooster liggen alle atomen op regelmatige afstanden van elkaar, maar ook zijn er imperfecties; de roosterdefecten. Er zijn een aantal mechanismen waarmee binnenin kristallen massa verplaatst kan worden. De eenvoudigste manier is wanneer kristallen opbreken en langs elkaar bewegen, bijvoorbeeld langs de grensvlakken waar twee korrels tegen elkaar aan zitten; een zogenaamde korrelgrens. Dit is thermodynamisch niet de gunstigste manier om massa binnenin een kristal te verplaatsen, omdat het veel energie kost om alle atoombindingen van het kristal over een vlak te verbreken.
De eenvoudigste soort defecten in een kristalrooster zijn de puntdefecten, deze geven aan dat op een roosterplaats waar zich normaal gesproken een atom of ion van het kristalrooster bevindt, zich nu een onbezette roosterplaats (vacature-defect) of een ander deeltje (substitutie-defect) bevindt. Er kunnen ook tussen de roosterplaatsen in de kleine holtes defecten bevinden, dit zijn de interstitiële defecten. Door middel van diffusie kunnen puntdefecten door kristalroosters bewegen, dit wordt diffusiekruip genoemd. Zoals alle diffusie wordt ook de diffusie van puntdefecten in een kristalrooster aangedreven door een verschil in concentratie, dit kan zijn in elementen, temperatuur, spanning of lading. Een differentiaalspanning zorgt er bijvoorbeeld voor dat in de richting van de kleinste spanning puntdefecten aangemaakt worden terwijl ze in de richting van de grootste spanning verdwijnen. Stroming van vacatures naar een bepaald deel van een kristal staat gelijk aan de verplaatsing van deeltjes in de tegenovergestelde richting.
Naast puntdefecten kunnen ook lijndefecten in kristallen voorkomen, die dislocaties worden genoemd. De verplaatsing van dislocaties vindt plaats door een mechanisme dat dislocatiekruip genoemd wordt. Dislocatiekruip heeft net als diffusiekruip de verplaatsing van massa tot gevolg. Dislocatiekruip leidt tot rek en plastische deformatie, maar het totale volume en de totale massa van het systeem (materiaal) blijven behouden.

### Tweelingen
Behalve door de verplaatsing van defecten kan een kristal ook deformeren door tweelingen te vormen. Een deel van de kristalstructuur klapt daarbij als het ware om, zodat er schuif optreedt. Voorbeelden van mineralen waarin tweelingen optreden zijn metalen en mineralen, zoals calciet en bepaalde veldspaten.

## Misconcepties

### Sterkte
Een populaire misvatting is dat alle materialen die buigen "zwak" zijn en niet "sterk". In werkelijkheid zijn veel materialen die grote elastische en plastische vervormingen ondergaan, zoals staal, in staat om spanningen te absorberen die ervoor zouden zorgen dat andere brosse materialen, zoals glas, met minimale plastische vervorming al zouden breken. De sterkte van een materiaal is dus niet hetzelfde als de elasticiteit of ductiliteit.

### Brosse en ductiele deformatie
In de geologie wordt gesproken over brosse en ductiele deformatie, maar dit zijn geen termen in de materiaalkunde en andere takken van engineering. Hier zijn twee type deformaties mogelijk; elastisch en plastisch. Er mag wel worden gesproken over een brosse breuk en een ductiele breuk, maar niet deformatie. Ook zijn brosheid en ductiliteit materiaaleigenschappen.